# Номограма Світлого

Номограма Світлого

Номограма Світлого (рос. номограмма Свитлого, англ. Svitlyj’s nomograph (abac, alignment chart); нім. Switlyjsches Nomogramm n) — графіки для визначення крупності матеріалу, який піддається гідравлічному транспорту. Дозволяють враховувати подрібнення різних композицій сипких матеріалів під їх час гідротранспорту, зокрема магістрального.